# Johan Raam
Johan Raam (Ram), död 1715, var en konterfejare.
Han var gift med Annicka Anumsdotter. Han var huvudsakligen verksam i Nyköpingstrakten där han bland annat målade ett grupporträtt av kyrkoherden Lucas Olai Gadd tillsammans med hustrun Elisabet Fogdonius den avlidna hustrun Sigrid Drosander samt deras tio barn. Målningen förvaras i Bälinge kyrka, Södermanland. 1686 besökte han Ludgo prästgård för att avporträttera hovpredikanten Petrus Gustavi Öjers och hans hustru.